# Styringomyia melanopinax festiva
Styringomyia melanopinax festiva is een ondersoort van de tweevleugelige Styringomyia melanopinax uit de familie steltmuggen (Limoniidae). De soort komt voor in het Australaziatisch gebied.